# Usťordynský burjatský autonomní okruh

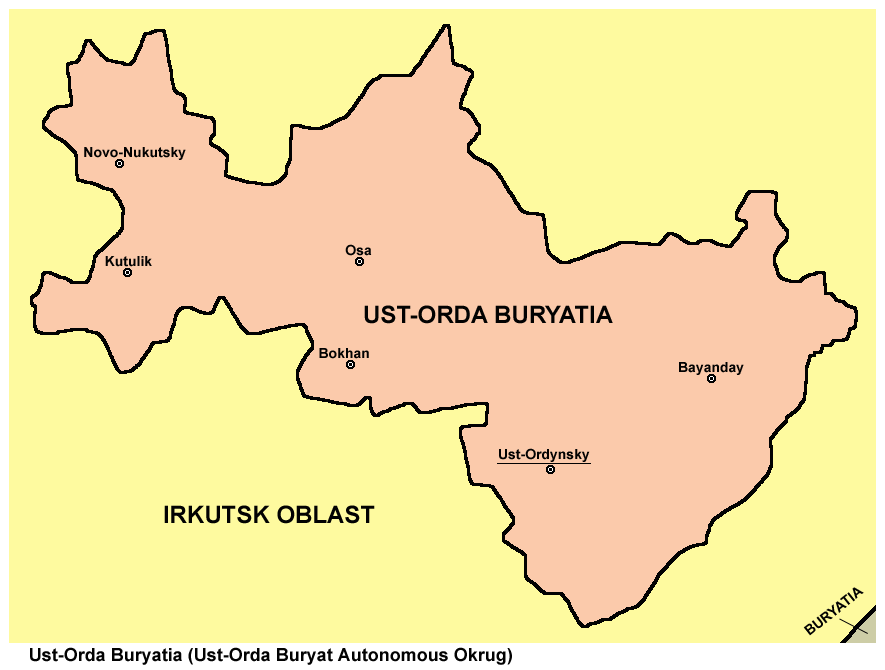
Mapa

Usťordynský burjatský autonomní okruh (rusky Усть-Орды́нский Буря́тский автоно́мный о́круг; burjatsky Усть-Ордын Буряадай автономито округ) byl federální subjekt v asijské části Ruska v Irkutské oblasti. Rozlohu měl 22 400 km², počet obyvatel byl asi 135 000. Správním střediskem byl Usť-Ordynskij. Obyvatelstvo tvořili hlavně Rusové (57 %) a Burjati (36 %).

## Historie
Autonomní okruh vznikl v září roku 1937, na uvedený název byl přejmenován v roce 1958.
K 1. lednu 2008 byl autonomní okruh sloučen s Irkutskou oblastí.

## Symboly

### Vlajka
Vlajka Usťordynského burjatského autonomního okruhu byla tvořena listem o poměru stran 2:3 se dvěma vodorovnými pruhy (tmavě modrým a bílým) o poměru šířek 7:1. Uprostřed modrého pruhu byl žlutý kruh, jehož průměr byl roven poloviční šířce modrého pruhu, s bílým, tradičním, burjatským, slunečním znakem („arbagarem“). Nahoře, dole, vpravo a vlevo od kruhu byly malé, žluté kroužky. V dolním, bílém pruhu, byl červený, tradiční, burjatský ornament.
Po sloučení s Irkutskou oblastí je vlajka užívána nově vzniklým Usťordynským burjatským okruhem.

## Geografie
Povrch je hornatý, většinou ho pokrývá tajga. Pěstují se obiloviny, rozšířen je chov prasat a skotu. Těží se dřevo a černé uhlí. 

## Obyvatelstvo
|         | Sčítání 1959    | Sčítání 1970    | Sčítání 1979    | Sčítání 1989    | Sčítání 2002    |
| ------- | --------------- | --------------- | --------------- | --------------- | --------------- |
| Burjati | 44 850 (33,7 %) | 48 302 (33,0 %) | 45 436 (34,4 %) | 49 298 (36,3 %) | 53 649 (39,6 %) |
| Rusové  | 75 099 (56,4 %) | 86 020 (58,8 %) | 76 731 (58,1 %) | 76 827 (56,5 %) | 73 646 (54,4 %) |
| Ostatní | 13 122 (9,9 %)  | 12 090 (8,3 %)  | 9 986 (7,6 %)   | 9 745 (7,2 %)   | 8 032 (5,9 %)   |